# Matrimonio mistico di santa Caterina (Farinati)
Matrimonio mistico di santa Caterina è un dipinto del pittore veronese Paolo Farinati conservato presso il museo di Castelvecchio a Verona. Si tratta di una pittura a olio su tela delle dimensioni di 317,6 centimetri di altezza per 202,9 di altezza. Sotto il piede della santa si trova l'iscrizione «PAVLVS FARINATS. / DE VBERTIS / .F.M.D.CII».
Originariamente il dipinto fungeva da pala per l'altare maggiore della chiesa di Santa Caterina da Siena di Verona (al 2023 in stato di abbandono). Venne commissionata nel 1601 dalla nobile Caterina Cavalli, poi sepolta accanto al marito, Giangirolamo Pellegrini, nella stessa chiesa.
Nel 1812 a seguito della demaniazione dei beni ecclesiastici voluta da Napoleone entrò a far parte delle collezioni civiche. Nel 1973 l'opera venne restaurata da Pierpaolo Cristani.
Sebbene alcuni storici abbiano proposto diverse identificazioni per i soggetti rappresentati, è oramai consolidato che si tratti di una raffigurazione del matrimonio mistico di santa Caterina d'Alessandria. La santa di trova alla destra dell'osservatore nell'atto di ricevere dal Bambino, seduto sulle ginocchia di Maria, l'anello delle mistiche nozze. Ai suoi piedi la ruota, simbolo del suo martirio. Alla scena assiste, alla sinistra dell'osservatore, santa Caterina da Siena con l'abito delle terziarie domenicane e le stimmate, e alla destra sant'Anna nel cui viso è ritratto quello della committente Caterina Cavalli.